# 伊万·尤纳克
伊万·哈里托诺维奇·尤纳克（俄语：Иван Харитонович Юнак，1918年3月19日—1995年7月31日），是苏联的政治家，苏共中央委员，与列昂尼德·伊里奇·勃列日涅夫交好，曾任图拉省委第一书记。

## 生平
1918年，出生。
1944年，入党。
1954年，任第聂伯罗彼得罗夫斯克执行委员会主席。
1960年，任乌克兰共产党中央候补委员。
1961年，任苏共图拉省委第一书记。
1962年，任苏联最高苏维埃代表。
1985年，退休。
1995年，去世。